# Sassari-Cagliari 1957
La Sassari-Cagliari 1957, nona edizione della corsa, si svolse il 3 marzo 1957 su un percorso di 225 km. La vittoria fu appannaggio del belga Fred De Bruyne, che completò il percorso in 5h29'10", precedendo il connazionale Rik Van Looy e l'italiano Guido Boni.
Sul traguardo di Cagliari 47 ciclisti portarono a termine la competizione. 

## Ordine d'arrivo (Top 10)
| Pos. | Corridore        | Squadra          | Tempo    |
| ---- | ---------------- | ---------------- | -------- |
| 1    | Fred De Bruyne   | Carpano-Coppi    | 5h29'10" |
| 2    | Rik Van Looy     | Faema-Guerra     | s.t.     |
| 3    | Guido Boni       | Leo-Chlorodont   | s.t.     |
| 4    | Bruno Monti      | Atala            | s.t.     |
| 5    | Nello Fabbri     | Legnano          | s.t.     |
| 6    | Giuseppe Cainero | Carpano-Coppi    | s.t.     |
| 7    | Gianni Ferlenghi | Arbos-Bif-Welter | s.t.     |
| 8    | Hugo Koblet      | Faema-Guerra     | a 3'18"  |
| 9    | Désiré Keteleer  | Carpano-Coppi    | s.t.     |
| 10   | René Strehler    | Faema-Guerra     | s.t.     |